# Tramonti di Sotto
Tramonti di Sotto – miejscowość i gmina we Włoszech, w regionie Friuli-Wenecja Julijska, w prowincji Pordenone.
Według danych na rok 2004 gminę zamieszkiwało 438 osób, 5,2 os./km².